# エイトビット
株式会社エイトビット（英: Eightbit co., Ltd.）は、日本のアニメ制作会社。株式会社バンダイナムコフィルムワークスの完全子会社。公式ロゴとウェブページから「アニメーションスタジオエイトビット」「8bit」と呼ぶこともある。

## 概要

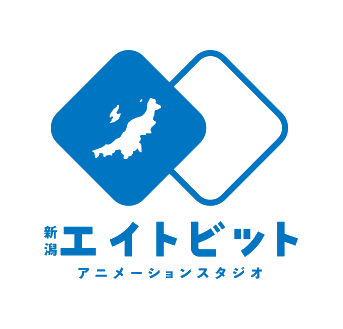
新潟エイトビットのロゴ

サテライトで制作を務めていた同社CG班出身の葛西励が『マクロスF』などを担当したサテライト第1スタジオの元スタッフらを伴って退社後の2008年9月に創業した。
社名の由来は、ファミリーコンピュータのCPUのビット幅の8ビットから。
創業当初は古巣のサテライト作品などのグロス請けを中心にアニメ制作に関わっていたが、2011年に初の元請け作品として『IS 〈インフィニット・ストラトス〉』を制作した。
本社は創業以来、東京都杉並区上荻1丁目16番14号 武蔵館ビル 4Fに所在している。
2012年にはエイトビット作品などの撮影・CG等を手掛けるエイトビットロケット（後のチップチューン）が設立されたが、資本関係などはない。
2018年9月に公式オンラインショップ『エイトビットショップ』をオープンした。制作に携わった作品の設定資料集やオリジナルグッズ等の企画・販売を行っている。
2020年6月8日より、バンダイナムコアーツ（後のバンダイナムコミュージックライブ）との業務提携を開始した。
2021年11月、新潟県新潟市中央区に新潟スタジオを開設。
2024年4月1日付でバンダイナムコフィルムワークスの完全子会社となった。

## 作品履歴

### テレビアニメ
| 開始年 | 放送期間         | タイトル                              | 監督                    | アニメーション プロデューサー | 備考                 |
| ------ | ---------------- | ------------------------------------- | ----------------------- | ----------------------------- | -------------------- |
| 2011年 | 1月 - 3月        | IS〈インフィニット・ストラトス〉      | 菊地康仁                | 葛西励                        |                      |
| 2012年 | 1月 - 6月        | アクエリオンEVOL                      | 河森正治（総） 山本裕介 | 葛西励 高橋なおみ             | 共同制作：サテライト |
| 2012年 | 10月 - 12月      | 武装神姫                              | 菊地康仁                | 葛西励                        |                      |
| 2013年 | 1月 - 3月        | ヤマノススメ                          | 山本裕介                | 葛西励                        |                      |
| 2013年 | 10月 - 12月      | IS 〈インフィニット・ストラトス〉2    | 菊地康仁                | N/A                           |                      |
| 2013年 | 10月 - 12月      | ワルキューレ ロマンツェ               | 山本裕介                | 向峠和喜                      |                      |
| 2013年 | 10月 - 2014年3月 | 東京レイヴンズ                        | 金崎貴臣                | 植田慎也                      |                      |
| 2014年 | 7月 - 12月       | ヤマノススメ セカンドシーズン         | 山本裕介                | 向峠和喜                      |                      |
| 2014年 | 10月 - 12月      | グリザイアの果実                      | 天衝                    | 小菅秀徳                      |                      |
| 2015年 | 1月 - 3月        | アブソリュート・デュオ                | 中山敦史                | N/A                           |                      |
| 2015年 | 4月              | グリザイアの迷宮                      | 天衝                    | 小菅秀徳                      |                      |
| 2015年 | 4月 - 6月        | グリザイアの楽園                      | 天衝                    | 小菅秀徳                      |                      |
| 2015年 | 10月 - 12月      | コメット・ルシファー                  | 菊地康仁                | 葛西励                        |                      |
| 2016年 | 4月 - 6月        | 少年メイド                            | 山本裕介                | 葛西励                        |                      |
| 2016年 | 7月 - 9月        | Rewrite                               | 天衝                    | 葛西励                        | 1stシーズン          |
| 2017年 | 1月 - 3月        | Rewrite                               | 天衝                    | 葛西励                        | 2ndシーズン          |
| 2017年 | 7月 - 9月        | ナイツ&マジック                       | 山本裕介                | 大友寿也                      |                      |
| 2018年 | 1月 - 3月        | ミイラの飼い方                        | かおり                  | N/A                           |                      |
| 2018年 | 7月 - 9月        | ヤマノススメ サードシーズン           | 山本裕介                | 大友寿也                      |                      |
| 2018年 | 10月 - 2019年3月 | 転生したらスライムだった件            | 菊地康仁                | 小菅秀徳                      |                      |
| 2019年 | 10月 - 12月      | 星合の空                              | 赤根和樹                | 葛西励                        |                      |
| 2020年 | 1月 - 3月        | 推しが武道館いってくれたら死ぬ        | 山本裕介                | 松尾陽子 大友寿也             |                      |
| 2020年 | 10月 - 12月      | 魔法科高校の劣等生 来訪者編           | 吉田りさこ              | 小菅秀徳                      |                      |
| 2021年 | 1月 - 3月        | 転生したらスライムだった件（第2期）   | 中山敦史                | 小菅秀徳                      | 第1部                |
| 2021年 | 7月 - 9月        | 転生したらスライムだった件（第2期）   | 中山敦史                | 小菅秀徳                      | 第2部                |
| 2021年 | 4月 - 6月        | 転生したらスライムだった件 転スラ日記 | 生原雄次                | 風間亮                        |                      |
| 2021年 | 12月31日         | 魔法科高校の劣等生 追憶編             | 吉田りさこ              | 小菅秀徳                      |                      |
| 2022年 | 10月 - 12月      | ヤマノススメ Next Summit              | 山本裕介                | 風間亮                        |                      |
| 2022年 | 10月 - 2023年3月 | ブルーロック                          | 渡邉徹明                | 平野強                        |                      |
| 2023年 | 7月 - 9月        | SYNDUALITY Noir（第1クール）          | 山本裕介                | 諸口和成                      |                      |
| 2023年 | 10月 - 12月      | SHY                                   | 安藤正臣                | 小菅秀徳                      |                      |
| 2024年 | 1月 - 3月        | SYNDUALITY Noir（第2クール）          | 山本裕介                | 諸口和成                      |                      |
| 2024年 | 4月 - 6月        | ゆるキャン△ SEASON3                   | 登坂晋                  | 大竹聖                        |                      |
| 2024年 | 4月 - 6月        | 魔法科高校の劣等生（第3期）           | ジミー・ストーン        | 小菅秀徳                      |                      |
| 2024年 | 4月 - 9月        | 転生したらスライムだった件（第3期）   | 中山敦史                | 江口浩平                      |                      |
| 2024年 | 7月 - 9月        | SHY（第2期）                          | 安藤正臣                | 諸口和成                      |                      |
| 2024年 | 10月 - 12月      | ブルーロック VS. U-20 JAPAN           | 生原雄次                | 小菅秀徳                      |                      |

### 劇場アニメ
| 公開年 | タイトル                                         | 監督       | アニメーション プロデューサー | 共同制作   |
| ------ | ------------------------------------------------ | ---------- | ----------------------------- | ---------- |
| 2009年 | 劇場版 マクロスF 虚空歌姫 〜イツワリノウタヒメ〜 | 河森正治   | 葛西励                        | サテライト |
| 2017年 | 劇場版 魔法科高校の劣等生 星を呼ぶ少女           | 吉田りさこ | 小菅秀徳                      |            |
| 2022年 | 劇場版 転生したらスライムだった件 紅蓮の絆編     | 菊地康仁   | 江口浩平                      |            |
| 2024年 | 劇場版ブルーロック -EPISODE 凪-                  | 石川俊介   | 小菅秀徳                      |            |

### OVA
| 発売年 | タイトル                                                        | 監督     | アニメーション プロデューサー |
| ------ | --------------------------------------------------------------- | -------- | ----------------------------- |
| 2011年 | IS 〈インフィニット・ストラトス〉 アンコール 恋に焦がれる六重奏 | 菊地康仁 | 葛西励                        |
| 2014年 | IS 〈インフィニット・ストラトス〉 2 ワールド・パージ編          | 菊地康仁 | N/A                           |
| 2017年 | ヤマノススメ おもいでプレゼント                                 | 山本裕介 | 大友寿也                      |

### Webアニメ
| 配信年 | タイトル                                | 監督                                         | アニメーション プロデューサー |
| ------ | --------------------------------------- | -------------------------------------------- | ----------------------------- |
| 2019年 | ゼノンザード THE ANIMATION              | 及川啓 登坂晋 井之川慎太郎 生原雄次 桂憲一郎 | 江口浩平 諸口和成             |
| 2023年 | 転生したらスライムだった件 コリウスの夢 | 中山敦史                                     | 江口浩平                      |

### ゲーム
| 年     | タイトル                                | 備考               |
| ------ | --------------------------------------- | ------------------ |
| 2021年 | 魔法科高校の劣等生 リローデッド・メモリ | オープニングアニメ |

### 制作協力
| 年     | タイトル                                  | 制作元請                       |
| ------ | ----------------------------------------- | ------------------------------ |
| 2008年 | しゅごキャラ!!どきっ                      | サテライト                     |
| 2009年 | しゅごキャラ!!!どっきどき                 | サテライト                     |
| 2009年 | 鉄腕バーディー DECODE:02                  | A-1 Pictures                   |
| 2009年 | FAIRY TAIL                                | A-1 Pictures、サテライト       |
| 2009年 | キディ・ガーランド                        | サテライト                     |
| 2010年 | デュラララ!!                              | ブレインズ・ベース             |
| 2010年 | GIANT KILLING                             | スタジオディーン               |
| 2010年 | WORKING!!                                 | A-1 Pictures                   |
| 2011年 | WORKING'!!                                | A-1 Pictures                   |
| 2012年 | モーレツ宇宙海賊                          | サテライト                     |
| 2012年 | 咲-Saki- 阿知賀編 episode of side-A       | Studio五組                     |
| 2012年 | イクシオン サーガ DT                      | ブレインズ・ベース             |
| 2013年 | 宇宙戦艦ヤマト2199                        | XEBEC、AIC                     |
| 2013年 | ガッチャマン クラウズ                     | タツノコプロ                   |
| 2014年 | M3〜ソノ黒キ鋼〜                          | サテライト、C2C                |
| 2014年 | RAIL WARS!                                | パッショーネ                   |
| 2015年 | アイドルマスター シンデレラガールズ       | A-1 Pictures                   |
| 2015年 | 魔法少女リリカルなのはViVid               | セブン・アークス・ピクチャーズ |
| 2015年 | クレヨンしんちゃん                        | シンエイ動画                   |
| 2015年 | 六花の勇者                                | パッショーネ                   |
| 2015年 | バトルスピリッツ 烈火魂                   | BN Pictures                    |
| 2016年 | 紅殻のパンドラ                            | Studio五組                     |
| 2017年 | ひなこのーと                              | パッショーネ                   |
| 2017年 | TSUKIPRO THE ANIMATION                    | ピー・アール・エー             |
| 2017年 | おそ松さん                                | studioぴえろ                   |
| 2020年 | Fate/Grand Order -絶対魔獣戦線バビロニア- | CloverWorks                    |
| 2020年 | number24                                  | ピー・アール・エー             |
| 2020年 | ソマリと森の神様                          | サテライト、HORNETS            |
| 2025年 | 名探偵コナン                              | トムス・エンタテインメント     |

### その他
| 年     | タイトル           | 備考                               |
| ------ | ------------------ | ---------------------------------- |
| 2021年 | 魔法科高校の劣等生 | 10周年記念完全新作アニメーションPV |

## 関連人物

### アニメーター・演出家
- 菊地康仁
- 伊藤康裕
- 江畑諒真
- 岸田隆宏
- 梅田貴嗣
- 和島大貴
- 本田陸
- 興津香織
- 佐藤好恵
- 小島彰
- 八木澤修平
- 富樫圭汰
- 宮沢聖麿

### 制作
- 葛西励（創業者、現：株式会社EOTA取締役・制作チーム「OUTLINE」プロデューサー）
- 須山博一（代表取締役社長）
- 向峠和喜（現：パインジャム代表取締役）
- 大友寿也（現：スタジオバインド代表取締役）
- 植田慎也（現：Staple Entertainment代表取締役）
- 村上光（現：ソワネ代表取締役）
- 金子真枝（新潟スタジオプロデューサー、ゴンゾ出身）

## 同社スタッフ・OBが独立・起業した会社
- チップチューン（旧：エイトビットロケット） - 撮影部門が独立し2012年に設立。
- パインジャム - アニメーションプロデューサーを務めた向峠和喜が独立し2015年に設立。
- スタジオバインド - アニメーションプロデューサーを務めた大友寿也がWHITE FOXとEGG FIRMから出費を受けて2018年に設立。
- Staple Entertainment - プロデューサーを務めた植田慎也がフッズエンタテインメントを経て2020年に設立。
- ソワネ - 制作進行を務めた村上光が独立し2023年に設立。